# Josep A. Planell i Estany
Josep A. Planell i Estany (Barcelona, 1951) és llicenciat en física per la Universitat de Barcelona (1975) i doctor en ciència dels materials per la Universitat de Londres (1983). Des de l'any 1992 és catedràtic del Departament de Ciència dels Materials i Enginyeria Metal·lúrgica a l'Escola Tècnica Superior d'Enginyeria Industrial de Barcelona de la Universitat Politècnica de Catalunya. Entre 2013 i 2023 fou rector de la Universitat Oberta de Catalunya.
Va ser director de l'Institut de Bioenginyeria de Catalunya (IBEC) des de la seva creació, el desembre de 2005, fins al seu nomenament com a rector de la Universitat Oberta de Catalunya.
Les seves principals àrees d'investigació són els biomaterials, així com l'enginyeria de teixits per a la seva aplicació a la medicina regenerativa. L'objectiu de la seva recerca és entendre i controlar les interaccions entre els substrats sintètics dels biomaterials amb les entitats biològiques, com ara les proteïnes o les cèl·lules, per tal d'aplicar aquests coneixements a l'enginyeria de teixits i a la medicina regenerativa.
Ha estat editor en cap del Journal of Materials Science: Materials in Medicine i és membre del comitè editorial de diverses revistes científiques com ara Journal of Biomedical Materials, Biomaterials, Biomedical Materials i Journal of Advanced Biomaterials and Biomechanics. El 2004 se li va concedir el nomenament de Fellow of Biomaterials Science and Engineering per The International Union of Societies, Biomaterials Science and Engineering.
També va ser vicepresident de l'European Society for Biomaterials. El 2002 va organitzar la dissetena edició de l'European Conference on Biomaterials a Barcelona. El 2001 va ser guardonat amb la Distinció a la Promoció de la Recerca de la Generalitat de Catalunya. És membre de la Reial Acadèmia de Doctors des del 2006 i és membre electe de la Reial Acadèmia de Ciències i Arts de Barcelona. El 2006 va rebre el premi Ciutat de Barcelona en l'àrea de Recerca i Tecnologia.
L'any 2013 va ser guardonat amb el premi George Winter de la Societat Europea de Biomaterials. Un jurat internacional d'experts va atorgar aquest prestigiós premi a Planell, primer científic de l'Estat a rebre'l, «per la seva excel·lència en la recerca, visió i difusió de la ciència dels biomaterials, àmpliament reconeguda entre la comunitat científica».
El 2023 va rebre La medalla Joseé Tola del Centro Interuniversitario de Desarrollo.